# Борзов, Владимир Александрович
Владимир Александрович Борзов (англ. Vladimir Borzov; род. 26 марта 1953, Минск) — поэт, композитор и исполнитель собственных песен. Победитель Грушинского фестиваля (1979).

## Биография
Жил в Москве и Минске.
Окончил Белорусский государственный университет (1975) (физик). Окончил музыкальное училище по классу гитары, Белорусскую государственную консерваторию (1982) (6-и струнная гитара). Работал младшим научным сотрудником института ядерной энергетики АН БССР (ОИЭЯИ-Сосны) и руководителем джазового отделения Минского музыкального училища.
Песни пишет с 1975 года. Автор книги стихов «Детали» (2011).
С 1993 проживает в Аллентауне (Пенсильвания, США), работает программистом.

## Дискография
- «Осенний сад» (2005)
- «Странный разговор» (2007)
- «Бой часов не замечая» (2010)
- «Гаммы» (2014)
- «Игра» (2016)
- «О том...» (2020)

## Награды
Лауреат фестивалей в Минске (1976), Риге (1976).